# Rudolf Bahls
Rudolf Bahls (* 16. Februar 1884 in Berlin; † 1. Juli 1967 ebenda) war ein deutscher Widerstandskämpfer gegen den Nationalsozialismus und Gewerkschaftsfunktionär in der frühen Deutschen Demokratischen Republik (DDR).

## Leben
Nach der Volksschule erlernte Bahls den Beruf des Drehers und wurde 1903 Mitglied des Deutschen Metallarbeiterverbands und 1908 der Sozialdemokratischen Partei Deutschlands (SPD). Bahls kämpfte im Ersten Weltkrieg und trat 1917 zur Unabhängigen Sozialdemokratischen Partei Deutschlands (USPD) über. Während der Novemberrevolution 1918 vertrat Bahls diese als Sekretär im Vollzugsrat der Arbeiter- und Soldatenräte und später als Angestellter der Berliner Betriebsrätezentrale.
1920 wurde Bahls Mitglied der Kommunistischen Partei Deutschlands (KPD) und arbeitete bis 1923 als Angestellter des Berliner Magistrats. Er war Mitglied der Berliner Bezirksleitung der KPD und später hauptamtlicher Angestellter der Reichsgewerkschaftsabteilung des Zentralkomitees der KPD. Von 1925 bis 1933 war Bahls Abgeordneter und Vorsitzender der KPD-Fraktion in der Bezirksversammlung Berlin-Reinickendorf und Redakteur der KPD-Zeitung Klassenkampf in Halle (Saale).
Von 1930 bis 1933 war Bahls Angestellter der sowjetischen Handelsvertretung in Berlin. Im Februar 1933 wurde er von der Sturmabteilung (SA) verhaftet, in die Kaserne in die Hedemannstraße verschleppt und schwer misshandelt, kam aber wieder frei. 1937 und 1939 wurde er erneut für einige Wochen festgenommen. Im August 1944 konnte er sich der erneuten Verhaftung im Zusammenhang mit der Gestapoaktion Gitter entziehen und lebte bis zum Ende des Zweiten Weltkriegs illegal in Berlin.
Direkt nach Kriegsende wurde Bahls Angestellter im Bezirksamt Reinickendorf und leitete ab Oktober 1945 das Wohnungsamt des Bezirks. Er gehört wieder der KPD, später der Sozialistischen Einheitspartei Deutschlands (SED) in Westberlin an und wurde im Januar 1947 Leiter der Abteilung Löhne und Tarife der IG Chemie des Freien Deutschen Gewerkschaftsbunds (FDGB).